# Iljinskoje (rejon kinieszemski)
Iljinskoje (ros. Ильинское) – wieś (sieło) w Rosji, w obwodzie iwanowskim, w rejonie kinieszemskim. W 2010 liczyła 204 mieszkańców.